# محمود كركي
محمود كركي (محمود كركه) (13 كانون الثاني1980-) ممثل لبناني شارك في عدة مسلسلات لبنانية وعربية.

## حياته
ولد لأب وأم لبنانيين وهو أخ لأربعة أشقاء، انتقلت عائلته من الخبر عام 1986 لتستقر في جنوب لبنان، ومن ثم إلى بيروت بعد انتهاء الحرب الأهلية اللبنانية عام 1992.
بعد انتهاء دراسته، تعددت أسفاره بحسب فرص العمل، من السعودية إلى الإمارات إلى العراق ومن ثم عاد واستقر في لبنان في العام 2017.

## مشواره المهني
اكتشف حبه للتمثيل في بداياته في الفرق الكشفية والمدرسية حيث كان يشارك في مسرح المدرسة والمسرح الكشفي، في العام 1994 انخرط في «فرقة فهد العبد الله الفولكلورية» وشارك معها في العديد من العروض كعرض إبحار على مسرح بيكاديللي وشارك في العديد من المهرجانات كمهرجانات صور ومهرجانات بيت الدين ومهرجانات بعلبك، عام 2004 درس التمثيل في معهد الفنون الجامعة اللبنانية وتوقف عام 2006 عن متابعة الدراسة بسبب الحرب، ما اضطره إلى السفر إلى السعودية للعيش والعمل.
في العام 2014 سافر إلى القاهرة حيث خضع لورشة إعداد ممثل في استديو الممثل مع د. محمد عبد الهادي.

## أعماله

### في التلفزيون
| سنة الإنتاج | اسم المسلسل | الشخصية     | شركة الإنتاج              | المخرج        |
| ----------- | ----------- | ----------- | ------------------------- | ------------- |
| 1998        | رماد وملح   | سمير        | شركة الذات                | هيثم حقي      |
| 2012        | الوحش       | المحامي     | برو بروداكشن              | إيلي فغالي    |
| 2017        | ورد جوري    | عبد الله    | إيغل فيلمز                | سمير حبشي     |
| 2018        | جوليا       | عادل        | إيغل فيلمز                | إيلي حبيب     |
| 2019        | إنتي مين    | سميح        | غرين فيلم                 | إيلي حبيب     |
| 2018        | بوح السنابل | عصام        | مركز بيروت الدولي للإنتاج | محمد وقاف     |
| 2018        | بروفا       | المحقق      | إيغل فيلمز                | رشا شربتجي    |
| 2019        | الهيبة      | وسام        | سيدرز آرت برودكشن         | سامر برقاوي   |
| 2019        | ما فيي      | محمود       | سيدرز آرت برودكشن         | رشا شربتجي    |
| 2020        | غربة        | حنا         | أفكار بروداكشن            | ليليان بستاني |
| 2020        | سر          | الرائد معن  | ميديا هاوس بيكتشرز        | مروان بركات   |
| 2020        | أولاد آدم   | المحامي     | إيغل فيلمز                | الليث حجو     |
| 2021        | خرزة زرقا   | ميلو        | سيدرز آرت برودكشن         | جوليان معلوف  |
| 2021        | 2020        | الضابط سالم | سيدرز آرت برودكشن         | فيليب أسمر    |

### في السينما
| سنة الإنتاج | اسم اليفيلم | الشخصية | شركة الإنتاج | المخرج     |
| ----------- | ----------- | ------- | ------------ | ---------- |
| 2013        | بيترويت     | ماريو   | سفن برودكشن  | عادل سرحان |
| 2017        | حبة كراميل  | شكيب    | ايغل فيلمز   | إيلي حبيب  |

### في المسرح
| سنة الإنتاج | المسرحية       | الشخصية           | المؤلف             | المخرج    |
| ----------- | -------------- | ----------------- | ------------------ | --------- |
| 2020        | إعترافات زوجية | جيل (بطل الرواية) | إريك إيمانويل شميت | نداء زغيب |

## روابط خارجية
- محمود كركي على قاعدة بيانات الأفلام على الإنترنت IMDB/
- محمود كركي على موقع IMDb (الإنجليزية)
- محمود كركي على موقع قاعدة بيانات الأفلام العربية